# Cugnasco
Cugnasco est une localité et une ancienne commune suisse du canton du Tessin.
L'ancienne commune a fusionné en 2008, après une première tentative inachevée, avec Gerra, pour former la commune de Cugnasco-Gerra.